# Vähä Selkäsaari (ö i Birkaland, Tammerfors, lat 62,02, long 23,37)
Vähä Selkäsaari är en ö i Finland. Den ligger i sjön Aurejärvi och i kommunen Ylöjärvi i den ekonomiska regionen Tammerfors och landskapet Birkaland, i den sydvästra delen av landet, 220 km norr om huvudstaden Helsingfors. Öns area är 3,3 hektar och dess största längd är 400 meter i öst-västlig riktning.